# 赵国玺
赵国玺（1927年—），男，云南昆明人，中国物理化学家、化学教育家，曾任北京大学教授，中国化学会理事。